# Estêvão Binga
Estêvão Binga (ur. 2 września 1966 w Twei) – angolański duchowny katolicki, biskup Gandy od 2024.

## Życiorys

### Prezbiterat
Święcenia kapłańskie otrzymał 28 kwietnia 1996 i został inkardynowany do diecezji Benguela. Po święceniach studiował w Burgos, a po powrocie do kraju objął funkcję prefekta dyscypliny w benguelskim seminarium. W 2005 został rektorem tej uczelni.

### Episkopat
3 listopada 2021 papież Franciszek mianował go biskupem pomocniczym diecezji Benguela ze stolicą tytularną Nasbinca. Sakry udzielił mu 6 lutego 2022 biskup António Francisco Jaca.
1 sierpnia 2024 został mianowany pierwszym biskupem nowo powstałej diecezji Ganda.